# حفل توزيع جوائز الأكاديمية الإفريقية للأفلام الخامس عشر
حفل توزيع جوائز الأكاديمية الأفريقية للأفلام الخامس عشر (بالإنجليزية: 15th Africa Movie Academy Awards) هُو حفل توزيع جوائز الأكاديمية الأفريقية للأفلام الخاص بسنة 2019، وقد نُظم الحفل يوم الأحد 27 أكتوبر 2019 في مدينة لاغوس في نيجيريا. تم خلال الحفل تكريم أفضل المُمثلين والمُمثلات وكُتاب السيناريو والمُخرجين في القارة الأفريقية خلال سنة 2019. قدم الحفل كُل من كيمي لالا أكيندوجو ولورينز ميناكايا وفانيبون. بعد استقبال أكثر من 700 فيلم خلال الفترة من 21 أكتوبر 2018 وحتى 26 يناير 2019، أعلن المُنظمون عن القائمة النهائية للترشيحات في 19 سبتمبر 2019. حصل فيلما فتى التوصيل وخياطة الشتاء على بشرتي على 13 ترشيحا لكُل منهُما ليكونا الأكثر ترشيحا خلال هتاه الدورة، تلاهُما فيلما دفن كوجو والفداء بعشر ترشيحات لكُل منهُما. فاز فيلم رحمة الغابة خلال هذه الدورة بأربع جوائز هي جائزة أفضل فيلم، أفضل تصميم أزياء ‏ وأفضل مكياج ‏ وأفضل ممثل في دور رئيسي، كأكثر فيلم من ناحية الجوائز خلال هاته الدورة. تلاه فيلم الإثارة السياسية ملك الأولاد بحصوله على 3 جوائز، هي جائزة أفضل ممثلة في دور مساعد وأفضل ممثلة في دور رئيسي، إضافة إلى جائزة أفضل فيلم نيجيري.

## الجوائز
| أفضل فيلم | أفضل مخرج |
| --- | --- |
| - رحمة الغابة – رواندا - Rafiki – كينيا - فتى التوصيل – نيجيريا - إيلين: قصة إيلين باكيز – جنوب أفريقيا - خياطة الشتاء على بشرتي – جنوب أفريقيا - الفداء – موزمبيق - ملك الأولاد – نيجيريا - طفح الكيل – المغرب | - جميل كيبيكا – خياطة الشتاء على بشرتي - وانوري كاهيو – Rafiki - أديكونلي أديجويغبي – فتى التوصيل - دارين جوشوا – إيلين: قصة إيلين باكيز - كيمي أديتيبا – ملك الأولاد - محسن البصري – طفح الكيل - مايكي فونسيكا – الفداء - جويل كاريكزي – رحمة الغابة |
| أفضل ممثل في دور رئيسي | أفضل ممثلة في دور رئيسي |
| - مارك زينغا – رحمة الغابة - Gabriel Afolayan – تمثال ذهبي - جوزيف أوتسيمان – دفن كوجو - تشينيدو إيكيديزي – لارا والفوز - جيمي جان-لويس – أفعى مجلجلة - جيل ألكسندر – الفداء - عزرا مابينغيزا – خياطة الشتاء على بشرتي - أيوب بومبوي – فطومة                                                                                    | - سولا سوبوالي – ملك الأولاد - شايلا مونييفا – Rafiki - ريتا دومينيك – نور في الظلام - جيل ليفنبرغ – إيلين: قصة إيلين باكيز - بياتريس تايسامو – فطومة - Seyi Shay – لارا والفوز - جيميما أوسوندي – فتى التوصيل - سامانثا موغاتسيا – Rafiki            |
| أفضل ممثل في دور مساعد | أفضل ممثلة في دور مساعد |
| - جاريد غيدالد – إيلين: قصة إيلين باكيز - Reminisce – ملك الأولاد - زوليسا خالوفا – خياطة الشتاء على بشرتي - أكا ناني – شبح جزيرة الموز - Kanayo O. Kanayo – إلى الشمال - كوبينا أميسا سام – دفن كوجو - بوتشي فرانكلين – نعمة الضربة القاضية                                                                                    | - أديسوا إتومي – ملك الأولاد - دجوك سيلفا – نور في الظلام - إنيولا شوبايو – نعمة الضربة القاضية - ليندا إيجيفور – نعمة الضربة القاضية - كانديس مككلور – خياطة الشتاء على بشرتي - أرليتي بومبي - الفداء                                                |
| أفضل تصميم أزياء | أفضل مكياج |
| - رحمة الغابة - لارا والفوز - Rafiki - خياطة الشتاء على بشرتي - ملك الأولاد - طفح الكيل - ماباتا باتا - نور في الظلام | - رحمة الغابة - إفساح المجال - تمثال ذهبي - أمنية فيرونيكا - خياطة الشتاء على بشرتي - دفن كوجو - قبل النذور |
| أفضل تصوير سينمائي | أفضل تصميم إنتاج |
| - خياطة الشتاء على بشرتي - ماباتا باتا - أمي، أنا أختنق. هذا هو فيلمي الأخير عنك - الفداء - Rafiki - فتى التوصيل - دفن كوجو | - الفداء - Rafiki - طفح الكيل - إيلين: قصة إيلين باكيز - خياطة الشتاء على بشرتي - فتى التوصيل - دفن كوجو - رحمة الغابة |
| أفضل مونتاج | أفضل سيناريو |
| - Rafiki - فتى التوصيل - دفن كوجو - آخر الضحايا - تمثال ذهبي - ماسة في السماء - خياطة الشتاء على بشرتي - رحمة الغابة | - الفداء - آخر الضحايا - Rafiki - تمثال الله - ماسة في السماء - لارا والفوز - إلى الشمال - فتى التوصيل |
| أفضل فيلم في لغة أفريقية | أفضل فيلم نيجيري |
| - Rafiki – كينيا - إفساح المجال – نيجيريا - ماباتا باتا – موزمبيق - أزالي – غانا - باهاشا – تنزانيا | - ملك الأولاد - فتى التوصيل - إلى الشمال - لارا والفوز - نعمة الضربة القاضية - تمثال ذهبي - إفساح المجال |
| أفضل فيلم قصير | أفضل فيلم رسوم متحركة |
| - لحن كورة – السنغال - الصياد – غانا - إيكياشا – رواندا - ما مويكيتسي – جنوب أفريقيا - NAMOW2018 – كينيا - فاغابوند – غانا - قياس المرأة – جنوب أفريقيا - موتسواكوا – بوتسوانا - قانون افتتاح الليلة – مصر - مرحبا راين – نيجيريا                                                                                               | - اختيارات – نيجيريا - الألعاب الأفريقية – بوركينا فاصو - معزول – كينيا - رحلة كيتوانا – كينيا |
| أفضل فيلم وثائقي | أفضل فيلم من إخراج أفريقي يعيش في الخارج |
| - أوفسايد الخرطوم– السودان - ذئب بالولي الذهبي – بوركينا فاصو - على خطى ماماني عبد الله – النيجر - لا ذهب لأجل كالساكا – بوركينا فاصو - أمي، أنا أختنق. هذا هو فيلمي الأخير عنك – ليسوتو - جلد – نيجيريا - السمكة الذهبية، السمكة الأفريقية – السنغال - جامبار، سمبين غير الخاضع – الكاميرون - الدولة ضد مانديلا – جنوب أفريقيا | - جوليوس أميدومي – أفعى مجلجلة - توسان كوكر – لارا والفوز - روبرت بيترز – إفساح المجال |
| أفضل فيلم قصير عن الشتات | أفضل فيلم وثائقي عن الشتات |
| - الكفالة – المملكة المتحدة - رابطة اليمين – المملكة المتحدة - فيفا – الولايات المتحدة - أنا سوبرمان – البرازيل | - صديقي فيلا – البرازيل - واكس برانت – المملكة المتحدة - المخدرات هي أسلحة موجهة ضدنا – الولايات المتحدة - يجرؤ على الحلم – الولايات المتحدة/كوبا - حارس اللاعودة – غوادالوب                                                                          |
| أفضل فيلم عن الشتات | أفضل موسيقى تصويرية |
| - Hero – ترينيداد وتوباغو/كندا - ترافيك – الولايات المتحدة - أولمبيا – الولايات المتحدة - سبرينتر – جامايكا - تسع ليال – المملكة المتحدة | - ماباتا باتا - سوبيرا - فارويل إيلا بيلا - الفداء - فتى التوصيل - لارا والفوز - خياطة الشتاء على بشرتي - رحمة الغابة |
| أفضل مؤثرات بصرية | أفضل خلط أصوات |
| - فتى التوصيل - خياطة الشتاء على بشرتي - إفساح المجال - نعمة الضربة القاضية - ماباتا باتا - دفن كوجو - ملك الأولاد | - ماباتا باتا - طفح الكيل - الفداء - إفساح المجال - الضحية الأخيرة - فتى التوصيل - دفن كوجو - خياطة الشتاء على بشرتي |
| أفضل ممثل واعد | أفضل أول فيلم روائي طويل لمخرج |
| - سينثيا دانكوا – دفن كوجو - كاثرين كريدو – فطومة - يوسف العلوي – طفح الكيل - أنجل أونينيشي إيناغوي – نور في الظلام - إيميليو بيلو – ماباتا باتا - جاما إبراهيم – فتى التوصيل | - دفن كوجو – Blitz Bazawule ‏ – غانا - فتى التوصيل – أديكونلي أديجويغبي – نيجيريا - سوبيرا – سيبي تشادها – تنزانيا - قبل النذور – Nicole Amarteifio – غانا                                                                                             |

## الأفلام الأكثر ترشيحا
| عُنوان الفيلم           | عدد الترشيحات |
| ---------------------- | ------------- |
| فتى التوصيل            | 13            |
| خياطة الشتاء على بشرتي | 13            |
| دفن كوجو               | 10            |
| الفداء                 | 10            |